# ありきたりのLove Song
「ありきたりのLove Song」（ありきたりのラブ・ソング）は、日本の歌手大土井裕二の1枚目のマキシシングル。2014年3月1日発売。発売元はエッグプランレコーズ。

## 概要
友人の書いた詞に曲をつけてみたところ、思いの外出来が良かったのでシングルにした（ソロライブのMCより）。普段は曲先で作曲をしているが、本作の歌詞ありの2曲は詞先で作曲を行っている。発売当時はネクストシステムのサービスとタイアップする形で『AR』の仕組みを取り込んで、アプリをかざすとMVが見れる仕組みとなっていた。2023年現在CDは廃盤となり、iTunes Store及びmoraでダウンロード販売されている。

## 収録曲
- 全作曲・編曲：大土井裕二

1. crowd
Instrumental
2. ありきたりのLove Song
作詞：木村晋宏／キーボードアレンジ：小泉信彦
3. past
Instrumental
4. 地球へ
作詞：木村晋宏／キーボードアレンジ：小泉信彦
5. surface
Instrumental